# Louvigny, Sarthe

Louvigny este o comună în departamentul Sarthe, Franța. În 2009 avea o populație de 177 de locuitori.